# История Орловской области
Орловская область (Орловщина) — российский регион в верхнем Поочье. 

## Доисторический период
Территория Орловской области была заселена в эпоху позднего палеолита, о чём свидетельствуют находки кремнёвых орудий в местонахождениях на реке Нугрь у деревень Пальчиково и Курасово, в поселении у деревни Маяки Хотынецкого района. Оно датируется эпохой верхнего палеолита.
К памятникам эпохи мезолита относятся: местонахождение у деревни Буравленки при слиянии Оки и Лисицы, относящееся к иеневской культуре, комплекс из 6 разновременных поселений у деревни Борщёвка на реке Цон, Григорово 1 (9-7 тыс. до н. э.).
Памятники эпохи неолита сосредоточены в основном по поречьям Навли (деснинская культура), Оки (белёвская культура) и Сосны (племена лесостепи).
К эпохе бронзы относятся памятники  фатьяновской, среднеднепровской и катакомбной культур. К эпохе поздней бронзы относится памятник Касьяновка 3  (срубная культура, 2 тыс. до н. э.).
Концом 3-го — первой половиной 2-го тысячелетия до н. э. датируются нижние культурные слои Ключевского городища под Ливнами.
Железный век (I тыс. до н. э.) представлен памятниками штрихованной керамики, милоградской, днепро-двинской (верхние течения Двины, Днепра и Десны), юхновской, верхнеокской культур, которые традиционно связываются с племенами древних балтов. К поселениям железного века на Орловщине относят городище Радовище.
На Новосильском городище на поселении IV—I веков до н. э. найдена керамика верхнеокской культуры.
В I тыс. н. э. на Орловщине из остатков племён юхновской культуры формируется мощинская культура (древнейший слой городища Большая Слободка). Сам топоним Орёл считается балтского происхождения, сопоставляется с литовской лексикой и переводится как "сенокосный луг".
В Урицком районе на правом берегу реки Цон найдены поселения киевской культуры (III век) и волынцевской культуры (VIII—IX века).

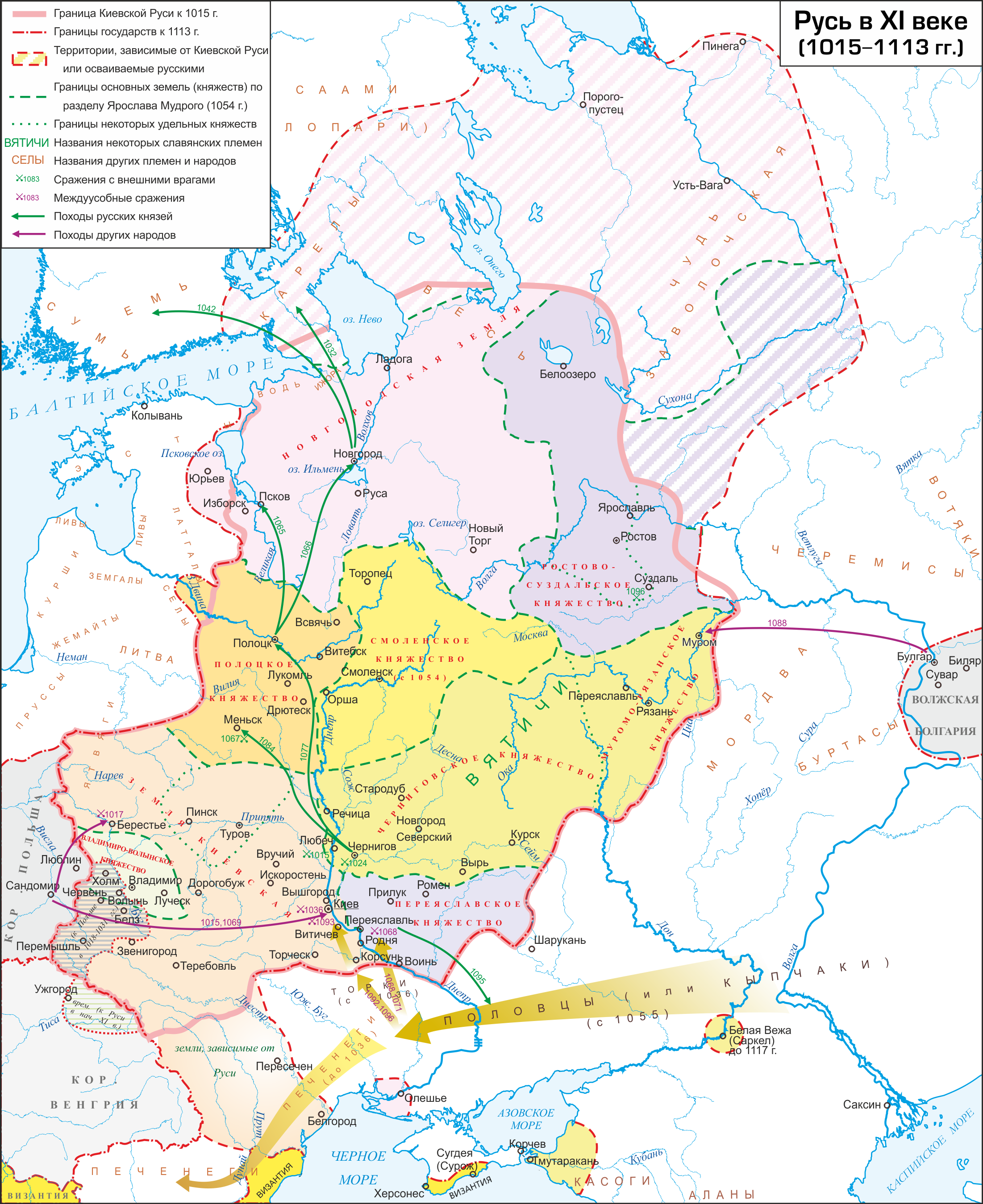
Орловщина (верхняя Ока) населена вятичами в XI веке и подчинена Черниговскому княжеству

## Древнерусский период
В VIII веке балтов сменяют летописные вятичи. Наиболее известным поселением вятичей на Орловщине считается Воротынцево. Археологически вятичи фиксируются по артефактам роменско-борщевской культуры (Борилово).
Меч X века типа Т-1 с латинским клеймом на клинке NRED...FPIT (INGELRED FECIT?) найден у деревни Монастырище. XI веком датируется меч, найденный близ Мценска.
XI—XIII веками датируется культурный слой городища Большая Слободка, которое отождествляют с летописным городом Болдыж.
У слияния рек Ока и Орлик в XII веке на территории Черниговского княжества существовало поселение (письменных свидетельств существования Орла в домонгольскую эпоху нет, но эта дата подтверждается археологическими раскопками). Древнерусское городище на стрелке Оки и Орлика появилось в XI или XII веках. В Орле в зоне реконструкции Красного (Мариинского) моста археологи обнаружили селище домонгольского периода (на этом месте которого в XVI веке появляется Орловская крепость и её посад). На селище нашли керамическую круговую и стеклянную посуду XI века, шиферные пряслица. Слой древнерусского поселения продолжается и к востоку от Красного моста, где он зафиксирован в районе ул. Гостиная, д. 1.
В древнерусских летописях упомянуты Мценск (1146), Елец (1146), Кромы (1147), Новосиль (1155) в составе Черниговского княжества. Город Ливны (Ключевское городище) впервые упомянут в летописи под 1177 годом. Он был центром удельного Ливенского княжества, входившего в Великое княжество Рязанское.
В 1238 году Орловщина как часть Черниговского княжества была разорена полчищами Батыя.
В 1246 году после смерти Михаила Черниговского на этих землях Орловщины образовалось удельное Новосильское княжество, в состав которого вошёл и Мценск.
В 1376 году земли края были разорены отрядом золотоордынского хана Арапши, действовавшего в союзе с Мамаем. Новосильский князь Роман со своей дружиной принял участие в Куликовской битве 1380 года, однако столицу своего княжества вынужден был перенести в Одоев (ныне Тульская область).
После гибели великого князя Романа Михайловича, Мценск и Любутск не сохранились за Брянском  и вошли в 1408 году в учреждённое Великим князем Литовским Витовтом Мценско-Любутского наместничество. К середине XV века эти города были подчинены Смоленску с сохранением в них особого наместничества.

Территория Орловщины (Мценск) в составе Великого Княжества Литовского (на 1500 год)

В 1402 году в битве под Любутском литовские князья Лугвений и Александр Патрикеевич разбили рязанское войско князя Родослава Ольговича. В 1408 году земли Орловщины, известные как Верховские княжества, влились в состав Великого княжества Литовского, Русского, Жемоитского и иных. Центром учреждённого Великим князем Литовским Витовтом Мценско-Любутского наместничества стал Мценск. По Угорскому договору, заключённому на реке Угре 1 сентября 1408 года, Любутск отошёл Великому княжеству Московскому и стал уделом князя Владимира Андреевича Храброго.
В 1503 году по результатам русско-литовской войны территория Орловщины была присоединена к Московскому княжеству.

## Засечная черта
В 1555 году на территории Орловщины в окрестностях села Судбищи произошла Судбищенская битва, в которой русская рать воеводы Ивана Шереметева остановила 60000 крымско-татарскую орду Девлет Гирея. В 1566 году по указу Ивана Грозного была основана крепость Орёл, оборонявшая южные пределы Русского государства. Восстановлены уничтоженные в XIII веке Ливны. В XVI—XVII веках территория современной Орловской области являлась пограничьем русского государства, на ней находились многие укрепления Большой засечной черты. По мере уменьшения угрозы со стороны татар, усиливалась земледельческая колонизация этого района.

## Смутное время
В эпоху Смуты Орловщина находилась под контролем  Лжедмитрия II. В 1605 году «воры» нанесли поражение армии Бориса Годунова, внезапная смерть которого поколебала центральную власть. В 1608 году армия гетмана Ружинского разбила армию Василия Шуйского под Болховом. По результатам сражения сторонники  Лжедмитрия II подступили к Москве и сформировали Тушинский лагерь. В 1615 году по Орловщине рейдом прошли лисовчики.
Летом 1618 года 20 тысяч запорожцев во двинулись через Ливны на Москву, захватив по пути Путивль, Рыльск, Курск, Валуйки, Елец, Лебедянь, Данков, Скопин, Ряжск, разрезая пространство между Курском и Кромами. Ливенцы оказали ожесточённое сопротивление, но силы оказались слишком неравны: по росписи 1618 года в ливенском гарнизоне насчитывалось всего 940 человек. «Ливенское разорение» гетманом Сагайдачным нашло своё отражение в Бельской летописи:
А пришол он, пан Саадачной, с черкасы под украинной город под Ливны, и Ливны приступом взял, и многую кровь християнскую пролил, много православных крестьян и з женами и з детьми посек неповинно, и много православных християн поруганья учинил и храмы Божия осквернил и разорил и домы все християнские пограбил и многих жен и детей в плен поимал.

## Орловская губерния

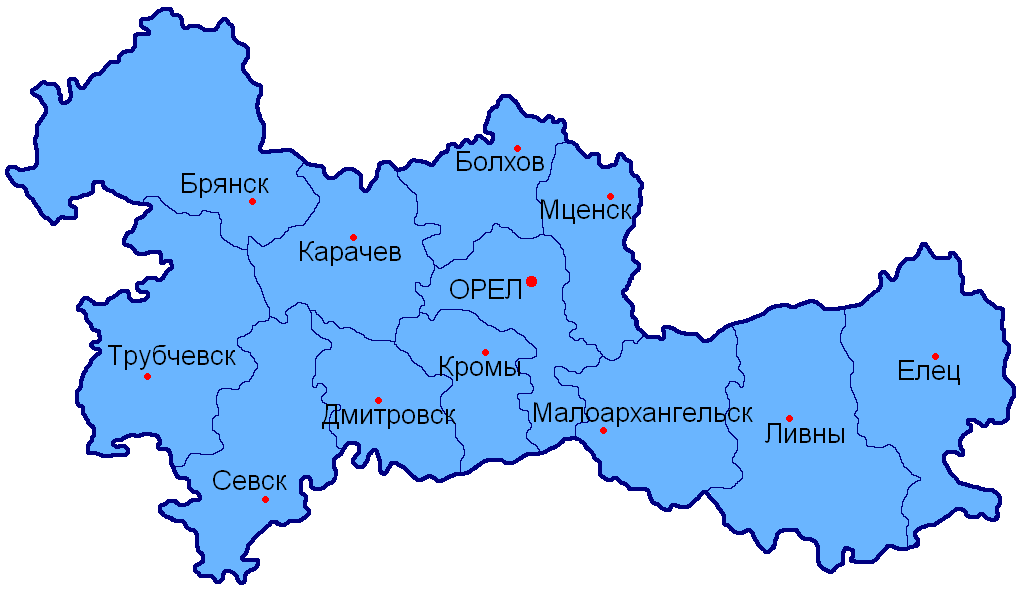
Орловская губерния в XIX веке

В 1719 году появилась Орловская провинция в составе Киевской губернии. В 1727 году провинция была переподчинена Белгородской губернии, а самостоятельная Орловская губерния была учреждена 28 февраля (11 марта) 1778 года по указу Екатерины II. В 1788 году образовалась Орловская епархия.
Из дворян Оловенниковых вышли две сестры-революционерки, участницы движения Народная Воля. Также из дворян Орловской губернии происходил революционер Заичевский (1842-1896). В 1872 году он организовал конспиративную революционную ячейку якобинского толка.
Орловская губерния была в числе 17 регионов, признанных серьёзно пострадавшими, во время голода 1891—1892 годов.
В 1918 году вспыхнуло антисоветское Ливенское восстание, которое возглавил эсер Клёпов. В годы Гражданской войны Орловщина стала ареной столкновения белых (ВСЮР) и красных (РККА). Особенно ожесточенные бои развернулись в октябре 1919 году в ходе похода белых на Москву.
Орловская губерния была упразднена в 1928 году. Вместо нее был образован Орловский округ Центрально-Чернозёмной области.

## Орловская область

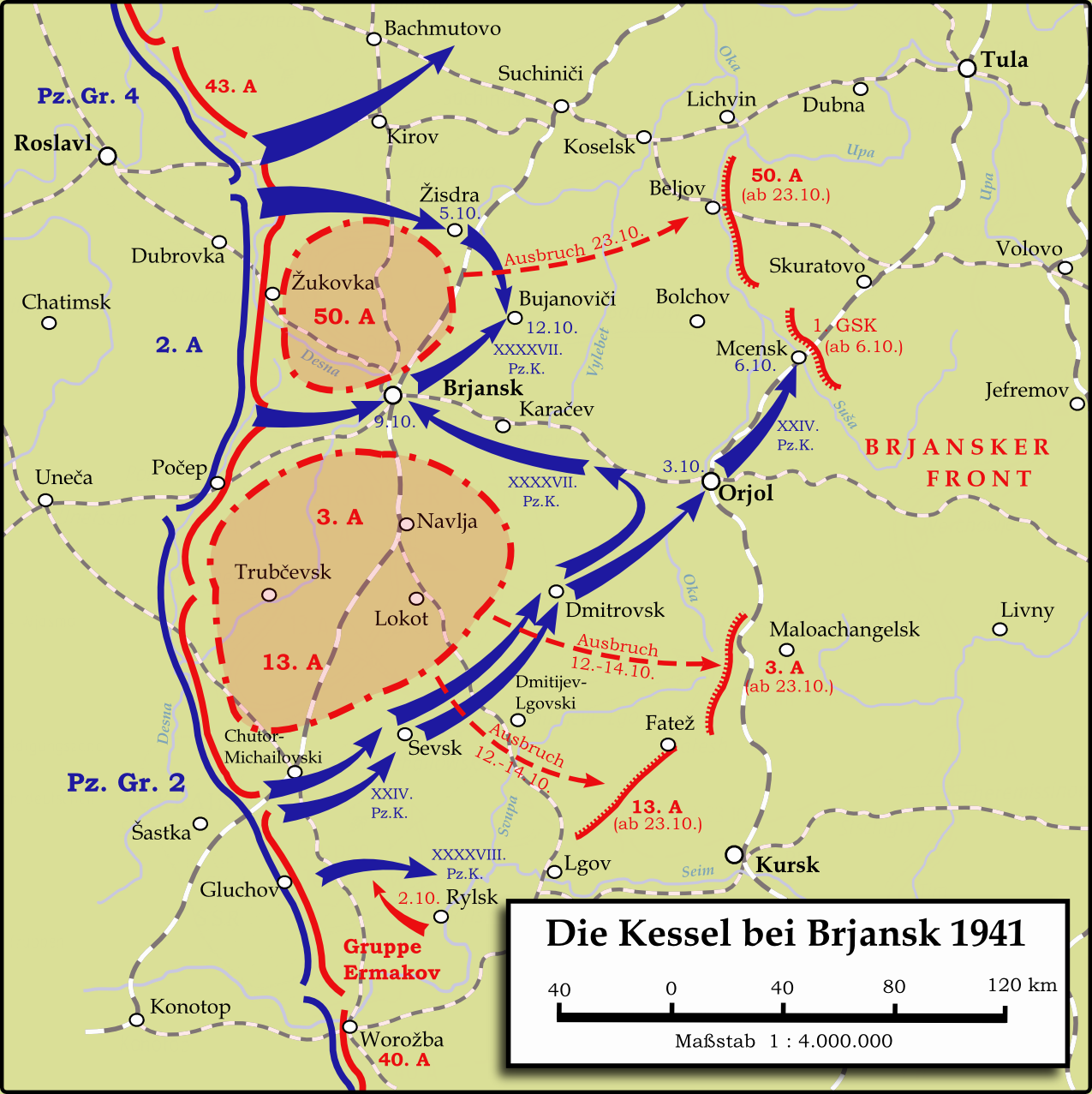
Орловщина в начале Великой Отечественной войны (осень 1941 года)

Орловская область в составе Российской Советской Федеративной Социалистической Республики была образована постановлением ЦИК СССР от 27 сентября 1937 года путём выделения 25 районов из Курской области, 29 районов из Западной области и 5 районов из Воронежской области. 15 января 1938 года Верховный Совет СССР утвердил создание области. Через полгода Верховный Совет РСФСР подтвердил данное решение. В состав Орловской области были включены: из Курской области — город Орёл, Болховский, Верховский, Волынский, Должанский, Дросковский, Залегощенский, Знаменский, Измалковский, Колпнянский, Корсаковский, Краснозоренский, Кромский, Ливенский, Моховской, Мценский, Никольский, Новодеревеньковский, Новосильский, Орловский, Покровский, Русско-Бродский, Свердловский, Сосковский, Тельченский и Урицкий районы; из Западной области — Брасовский, Брянский, Гордеевский, Дубровский, Дятьковский, Жиздринский, Жуковский, Карачевский, Клетнянский, Климовский, Клинцовский, Комарический, Красногорский, Людиновский, Мглинский, Навлинский, Новозыбковский, Погарский, Почепский, Рогнединский, Севский, Стародубский, Суземский, Суражский, Трубчевский, Ульяновский, Унечский, Хвастовичский и Шаблыкинский районы; из Воронежской области — Елецкий, Задонский, Краснинский, Становлянский и Чибисовский районы.
22 сентября 1939 года к Орловской области дополнительно был причислен Долгоруковский район Курской области. В годы большого террора на Орловщине происходили массовые расстрелы. На месте одного из массовых захоронений возведен мемориал Липовчик.
В годы Великой Отечественной войны Орловская область была оккупирована немецкими войсками. 2 октября 1941 года танковая группа Гудериана взяла Кромы, откуда двинулась на Орёл по Кромскому шоссе. 3 октября примерно к 10 часам утра Гудериан подошел к южной окраине Орла. 11 октября пал Мценск. На оккупированной территории было создано Локотское самоуправление. Во время оккупации Орла функции областного центра исполнял Елец. Попытки советских войск вернуть контроль над Орловщиной в феврале 1943 года успехом не увенчалась. Освобожден край был в ходе Орловской операции летом 1943 года: 29 июля советские войска взяли Болхов, а 5 августа Орёл.
В 1944 году ряд районов Орловской области передаётся в состав вновь образуемых Брянской (города Брянск, Бежица и Клинцы, Брасовский, Брянский, Выгонический, Гордеевский, Дубровский, Дятьковский, Жирятинский, Жуковский, Злынковский, Карачевский, Клетнянский, Климовский, Клинцовский, Комарический, Красногорский, Мглинский, Навлинский, Новозыбковский, Погарский, Понуровский, Почепский, Рогнединский, Севский, Стародубский, Суземский, Суражский, Трубчевский, Унечский районы) и Калужской (Жиздринский, Людиновский, Ульяновский и Хвастовичский районы) областей, почти одновременно (13 июля 1944 года) Глазуновский, Дмитровский, Малоархангельский, Поныровский, Троснянский районы перечислены из Курской области в состав Орловской области, а 9 октября 1944 года Поныровский район был передан из Орловской в Курскую область.
6 января 1954 года город Елец, Волынский, Долгоруковский, Елецкий, Задонский, Измалковский, Краснинский, Становлянский, Чернавский и Чибисовский районы были перечислены во вновь образуемую Липецкую область.
В 2015 году была восстановлена Лыковская ГЭС на реке Зуша.